# ピーター・ローチ

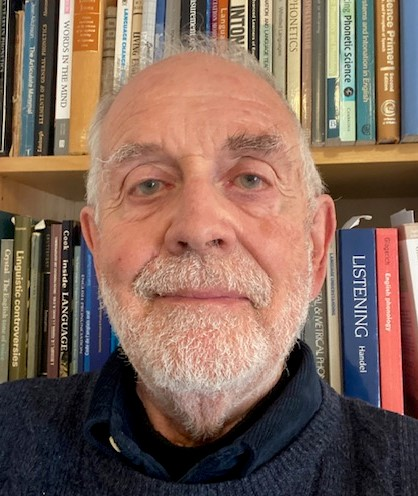
Peter Roach

ピーター・ジョン・ローチ（英語：Peter John Roach、1943年6月30日 - ）は、イギリスの音声学者、言語学者、認知心理学者である。

## 生涯
Roachの公式サイト プロフィールより
Roachは、イングランド・シュロップシャーのシュルーズベリーにあるThe Priory Grammar School for Boysで古典を学んだ後、1962年、オックスフォード大学ブレーズノーズ・カレッジでHonour Moderationsの古典科目の試験に合格し、最初の学位を取得した。学位取得後は心理学と哲学を専攻し、卒業後は、マンチェスター大学で海外での英語教育を学び、ユニバーシティ・カレッジ・ロンドン（UCL）で音声学の大学院課程を修了した。
1962年、フランス海軍の言語教師として、ポルクロール島にある通信・レーダー施設で6か月間勤務した。
1968年、レディング大学言語科学科講師に就任した。
1975年、レディング大学講師を休職し、スペインのセビリア大学で講師として教鞭をとった。レディング大学講師は1978年に退職したが、講師を務めている間に博士号を取得し、取得後はリーズ大学言語学・音声学科の上級講師に就任した。
1986年、国際音声学会事務局長に就任した（～1992年）。その後、リーズ大学心理学科に移籍し、認知心理学教授に就任した。
1994年、レディング大学に戻り、音声学教授、レディング大学音声学研究室所長に就任した。また、1998年まで言語学部長を務めた。
2004年、退職。音声学名誉教授に就任した。

## 功績

### English phonetics and Phonology
『English phonetics and Phonology』は、英語音声学・音韻論の実践的な入門書として、1983年に初版が出版された。現在は第4版（2009年）が出版されており、2013年には電子書籍版も出版されている。
この本は、Roachがスペイン・セビリア大学で客員教授として教鞭をとっていたときに、Roach自身がレディング大学に戻った後も英語音声学や音韻論の勉強が続けられるように、学生から講義用ノートを書いてほしいと頼まれたのがきっかけだった。彼がセビリアに行く前、セビリア大学英語学科の学生たちは、音声学の入門書としてA. C. Gimsonの『An Introduction to the Pronunciation of English』を読むことになっていたが、この本はあまり簡単なものではなかった。
最終的に、Roachが執筆した『English phonetics and Phonology』は、セビリア大学の学生だけでなく、音声学を学ぶすべての学生の手助けとなる本となり、現在では世界的人気を獲得した音声学の入門書として有名である。

## 逸話
Roachは英語音声学・音韻論の実践的な入門書『English phonetics and Phonology』を執筆した音声学者として有名であるが、オックスフォード大学では心理学と哲学を専攻しており、一時期はリーズ大学で認知心理学教授として認知心理学を教えていた。Roachが音声学の道を歩んだのは、Alan Cruttenden、A.C.Gimson、J.D. O’Connor、Gordon Arnold、John Wellsといった著名な音声学者に恵まれていたからである。彼らから音声学を教えてもらったRoachは、当初、英語を聞くトレーニングや発音練習といった実践音声学に興味を持っていたが、レディング大学で最初の教職に就いてからは、コンピュータの音声技術や音声認識ソフトウェアの開発といった実験音声学の研究を始めた。

## 書籍
- Roach, Peter (ed.) (1992) Computing in Linguistics and Phonetics, Academic Press.
- Roach, Peter (2001) Phonetics, Oxford University Press (Oxford Introductions to Language Studies series)
- Roach, Peter (2009) English Phonetics and Phonology, Fourth Edition, Cambridge University Press
- P. Roach, Esling, J. and Setter, J. (2011) (original editor Daniel Jones) The Cambridge English Pronouncing Dictionary, 18th Edition, Cambridge University Press